# Dziamera
Dziamera (757 m n.p.m.) – szczyt w Beskidzie Niskim, na południowy zachód od wsi Bartne i północny wschód od Pętnej. Leży w centralnej części Pasma Magurskiego. Stanowi (a dokładniej: jego północny wierzchołek, 747 m n.p.m.) zwornik dla dwu ramion górskich: zachodniego z Zawierszą (669 m n.p.m.) i Kornutą (677 m n.p.m.) oraz wschodniego z Ostrą Górą (759 m n.p.m.) i Holą (660 m n.p.m.), rozdzielonych doliną potoku Wołosiec.
Masyw Dziamery jest gęsto zalesiony. Jeszcze na początku lat 80. XX w. na jego wierzchołku stała niewielka wieża triangulacyjna. Obecnie jest on pozbawiony widoków i trudny w orientacji. Nie prowadzi na niego żaden szlak turystyczny. W ostatnich latach na jego stokach, mniej więcej po poziomicy 680–700 m n.p.m., wytyczono trasę dla narciarzy biegowych.
Na południowo-zachodnich stokach Dziamery, na wysokości ok. 680 m n.p.m., znajduje się stara "studnia pasterska" – źródło ocembrowane kamieniami i częściowo nakryte kamienną pokrywą. Na pokrywie napis cyrylicą z nieczytelnymi już nazwiskami i datą "1935". To zapewne pamiątka po dawnych latach, gdy cały masyw był w znacznej części pokryty łąkami i pastwiskami i intensywnie wypasany przez miejscowych Łemków.